# Brigade S
Brigade S (auch Brigade S.) ist eine 1999 gegründete Punk-Rock-Band aus Wanne-Eickel, Herne.

## Geschichte
Die Band wurde 1999 gegründet und coverte zu Beginn so unterschiedliche Bands wie GG Allin, Schließmuskel, Agnostic Front, 4-Skins oder Lokalmatadore. Der Buchstabe S im Namen der Band steht für „Staatsfeind“. Der Name wurde von dem TKKG-Hörspiel Folge 26: Das Geiseldrama abgeleitet, wo eine linke Terrorgruppe namens „Brigade Staatsfeind“ aktiv war. Um nicht mit einer Deutschpunk-Band der 1980er Jahre verwechselt zu werden, kürzte man den Namen ab.
Ihre Single ...von'ne Straße brachte die Band 2001 unter ihrem eigenen Label Brigade Records heraus und sie produzierte es auch selbst.
Anschließend nahm Teenage Rebel Records die Band unter Vertrag und veröffentlichte die beiden Alben Aso-Pack (2003) und Menschenverachtende Untergrundmusik (2005). Bei letzterem sind als Gäste Wolfgang Wendland von Die Kassierer und Riedel von Alpha Boy School vertreten. Das Titelstück ist eine Coverversion von Funny van Dannen. Seit 2007 steht die Band bei dem Label Sunny Bastards unter Vertrag. Dort erschien 2008 das Album Brigade Staatsfeind.
2009 erschien Turbobuben als Doppel-CD zum zehnjährigen Bandjubiläum. Neben dem regulären Album befindet sich eine Bonus-CD mit Coverversionen von befreundeten Bands auf dem Album. So sind dort unter anderem Pöbel & Gesocks, Emscherkurve 77 und Melanie & The Secret Army vertreten.
2013 erschien das bisher letzte Album Kleine Lichter – Großer Sport. Im Vorfeld war Bassist und Gründungsmitglied Bernd ausgestiegen, der zunächst nur eine Babypause forderte, dann aber sich entschied nicht mehr weiter Teil der Band zu sein. In der Zwischenzeit hatten die übrigen Mitglieder die Instrumente getauscht und eine Hardcore-Punk-Coverband namens Settle Old Scores mit neuem Schlagzeuger Marco gegründet. Dies wurde dann die offizielle Besetzung von Brigade S.

## Musikstil
Musikalisch handelt es sich bei Brigade S. um einfach geprägten Punkrock mit relativ einfach gehaltenen Texten „frei Schnauze“, die nicht unbedingt politisch korrekt gehalten sind. Zudem ist ein gewisser Lokalpatriotismus für die Herkunft aus Wanne-Eickel erkennbar. Vergleichbare Bands sind unter anderem Lokalmatadore, Pöbel & Gesocks sowie Eisenpimmel.

## Diskografie
Demo-Tapes
- 2000: Wanne-Eickel (Brigade Records)[6]

Singles
- 2001: ...von'ne Straße (Brigade Records)[6]

Studioalben
- 2003: Aso-Pack (Teenage Rebel Records)[6]
- 2005: Menschenverachtende Untergrundmusik (Teenage Rebel Records)
- 2008: Brigade Staatsfeind (Sunny Bastards)
- 2009: Turbobuben (2CD, Sunny Bastards)
- 2013: Kleine Lichter – Großer Sport (Sunny Bastards)

Live-Alben
- 2003: Live beim O.T.W. 2 in Düsseldorf (Brigade Records)[6]

Sampler-Beiträge
- 2007: Six Gays auf A Street Tribute to Bud Spencer & Terence Hill and Their Catchy Soundtracks  (Sunny Bastards)
- 2009: (Ihr ruft) Bullenschweine auf Alle gegen Alle – A Tribute to Slime (Dröönland Production)